# Toy Story 4
Toy Story 4 è un film d'animazione del 2019 diretto da Josh Cooley (al suo debutto alla regia), prodotto da Pixar Animation Studios, in co-produzione con Walt Disney Pictures, e distribuito da Walt Disney Studios Motion Picture.
Si tratta del quarto capitolo della saga di Toy Story, dopo Toy Story - Il mondo dei giocattoli (1995), Toy Story 2 - Woody e Buzz alla riscossa (1999) e Toy Story 3 - La grande fuga (2010), nonché 21º lungometraggio d'animazione Pixar. Inizialmente diretto da John Lasseter, in seguito lo stesso dichiarò che avrebbe lasciato la regia a Josh Cooley, mentre la sceneggiatura è stata scritta da Andrew Stanton e Stephany Folsom (co-sceneggiatrice di Thor: Ragnarok).
L'uscita del film nei cinema, in RealD Cinema, Dolby Cinema e IMAX 3D, è avvenuta nelle sale statunitensi il 21 giugno 2019 e in quelle italiane il 26 giugno dello stesso anno. Acclamato dalla critica e campione d'incasso, ha riscosso notevole successo in tutto il mondo ottenendo numerosi riconoscimenti, tra cui il Premio Oscar al miglior film d'animazione 2020.
È il 42º film con maggiori incassi nella storia del cinema e 9º tra quelli  d'animazione.

## Trama
Nove anni prima degli eventi del terzo film, lo Sceriffo Woody, Buzz Lightyear, Jessie, Bo Peep e Slinky cercano di salvare l'automobile radiocomandata RC, che è rimasta fuori dalla casa di Andy durante un temporale. La missione va a buon fine, ma subito dopo Bo viene venduta a un uomo. Woody cerca di fare il possibile per non farla partire, ma Bo lo rassicura, affermando che separarsi dal proprio bambino è parte della vita di un giocattolo.
Anni dopo, Andy è ormai cresciuto e si appresta ad andare al college e decide di dare i suoi giocattoli a Bonnie prima di andarsene. Due anni dopo, Woody, Buzz, Jessie e i loro compagni si trovano bene nella loro nuova vita insieme a Bonnie e ai suoi giocattoli; tuttavia è proprio lo stesso Woody ad essere spesso lasciato da parte. Durante il giorno di orientamento all'asilo, Bonnie si sente sola e non riesce a fare amicizia coi futuri nuovi compagni, quindi, con l'aiuto di Woody, intrufolatosi di nascosto nel suo zaino, per passare il tempo, crea Forky, un giocattolo fatto con uno spork di plastica e altri pezzi di scarto. Inaspettatamente Forky prende vita come un vero giocattolo: Woody, comprendendo quanto lui sia importante per Bonnie, cerca di farlo integrare nel gruppo. L'operazione si rivela tuttavia molto difficile, poiché gli altri giocattoli non riconoscono Forky come uno di loro ed anche lui stesso non si sente un giocattolo ma semplice spazzatura e tenta in ogni modo di gettarsi nei rifiuti.
Prima che Bonnie inizi il primo anno di asilo, i suoi genitori decidono di partire per una vacanza in camper. Bonnie porta con sé tutti i giocattoli e anche Forky. Durante il viaggio, però, quest'ultimo, sempre tentando di buttarsi via, si butta giù dal veicolo e Woody corre in suo soccorso. Lo sceriffo riesce a trovare Forky e, mentre cercano di tornare da Bonnie, fermatasi con i familiari per la notte in una piazzola di sosta per camper a breve distanza, gli spiega cosa significhi essere un giocattolo, convincendolo di essere importante per la bambina. Durante il tragitto si imbattono nel negozio di antiquariato Seconda Scelta, dove Woody vede esposta una vecchia lampada identica a quella a cui era abbinata Bo Peep. Pensando che quest'ultima si trovi nel negozio, Woody e Forky entrano e incontrano Gabby Gabby, una bambola che non è mai stata desiderata da nessun bambino a causa del suo riproduttore vocale a cordicella difettoso. Notando che Woody ne ha uno identico e funzionante, decide di sottrarglielo; Woody riesce a fuggire, ma lascia inavvertitamente Forky al negozio, nelle mani di Gabby Gabby e dei suoi scagnozzi, i fratelli Benson, quattro inquietanti pupazzi da ventriloquo.
Fuori dal negozio, Woody incontra nuovamente Bo Peep, che ora vive al Luna Park come giocattolo smarrito. La pastorella decide di aiutarlo a salvare Forky, mentre Buzz parte anche lui per cercare Woody e Forky, finendo per essere inserito tra i premi di un tiro a segno. Buzz riesce a fuggire, venendo inseguito da Ducky e Bunny, due peluche del tiro a segno. Lo Space ranger riesce a trovare Woody, Bo e Giggle McDimples, un'amica della pastorella, e il gruppo riesce a introdursi nel negozio. Bo, che è a capo di un gruppo di giocattoli danneggiati o abbandonati che risiede in segreto in un flipper del negozio, chiede aiuto a Duke Caboom, un giocattolo dalle fattezze di uno stunt-man canadese. Insieme escogitano un piano per penetrare nell'armadio dove Gabby Gabby è rinchiusa con Forky. Il piano però fallisce per colpa di Woody, troppo intestardito nella volontà di salvare Forky per prestare attenzione a tutti gli altri. Il gruppo riesce comunque a mettersi in salvo, riportando però seri danni.
Woody cerca di convincere gli altri a riprovare, ma nessuno accetta e tutti se ne vanno tranne Buzz, che tenta invano di convincere il suo amico a tornare da Bonnie. Rimasto solo, Woody si imbatte nuovamente in Gabby Gabby e quest'ultima, memore di ciò che Forky gli ha rivelato, gli fa ricordare tutti i bei momenti che ha trascorso con Andy in passato e di quanto felici siano stati. Woody, capendo che Gabby Gabby vuole soltanto avere una padrona per vivere a sua volta uno di quei momenti felici, accetta di dargli la sua cordicella in cambio di Forky, così la bambola, ora in grado di parlare, li lascia liberi. Gabby Gabby, però, nonostante sia stata aggiustata, non viene accettata da Harmony, la bambina che aveva sempre sognato di conquistare.
Gabby Gabby decide quindi di restituire il riproduttore vocale a Woody, ma lo sceriffo rifiuta e le propone invece di tornare insieme a lui da Bonnie, sicuro che la accoglierà bene; escogita così un piano e manda Forky al camper perché dica a Buzz e agli altri di sabotarlo per avere il tempo di far uscire Gabby Gabby dal negozio. Forky riesce a tornare nel camper e i giocattoli lo sabotano, mentre Woody, Gabby Gabby e gli altri trovano una bambina che ha smarrito i genitori. La bambola decide di lasciare i suoi amici per andare insieme a lei, venendo finalmente accettata. Il camper, guidato dai giocattoli, arriva nelle vicinanze. Woody dovrebbe dire addio a Bo un'altra volta e tornare a casa; lo sceriffo tuttavia segue il suo istinto, e comprendendo di non essere più un giocattolo di Bonnie ma di un bambino ormai cresciuto, decide di rimanere con Bo Peep, le sue tre pecore, Giggle McDimples, Ducky, Bunny e Duke Caboom, cedendo il ruolo di capo dei giocattoli a Buzz e Jessie.
Durante le scene nei titoli di coda, Woody, Bo e gli altri suoi nuovi amici aiutano il più possibile i giocattoli del Luna Park a trovare il proprio bambino. Nel frattempo, tornata a casa, Bonnie crea un altro giocattolo, una versione femminile di Forky, che subito fa breccia nel cuore di quest'ultimo, pronto a trasformare anche lei in un vero giocattolo, come Woody ha fatto con lui in precedenza.

## Personaggi
- Woody: è il pupazzo di uno sceriffo, protagonista del film; era il giocattolo preferito di Andy, e per questo ha ottenuto il ruolo di leader di tutti i giocattoli. In questo film avrà di nuovo a che fare, dopo molti anni, con la sua vecchia fiamma Bo Peep.
- Buzz Lightyear: è uno Space Ranger del comando stellare, grande amico di Woody. È un giocattolo in plastica con voce elettronica, ali, laser (un LED) e un reattore.
- Jessie: è una cowgirl grande amica di tutti, soprattutto del suo cavallo Bullseye.
- Rex: è un pauroso T-rex giocattolo.
- Slinky Dog: è un cane bassotto con una molla al posto del busto, grande amico di Woody, Rex, Hamm e di tutti gli altri.
- Hamm: è un salvadanaio a forma di maiale, grande amico di tutti i personaggi.
- Mr. Potato: è un pupazzo di Mr. Potato Head della Hasbro, Inc. È una testa a forma di patata da cui si possono staccare tutti i componenti della faccia. È sposato con Mrs. Potato. In origine, Don Rickles avrebbe dovuto riprendere il ruolo; tuttavia il comico è morto il 6 aprile 2017[4] e il suo rappresentante ha confermato che non ha registrato alcuna battuta per il film.[5] Tuttavia, il regista Josh Cooley ha poi dichiarato che Mr. Potato avrà comunque la voce di Rickles anche in Toy Story 4[6], utilizzando i dialoghi d'archivio registrati in passato da Rickles.
- Bo Peep: è una bambola di una pastorella, che ricompare dopo l'assenza nel terzo film. È una vecchia fiamma di Woody. In questo film è uno dei tanti giocattoli abbandonati del luna park.
- Forky: è un cucchiaio-forchetta usa e getta che Bonnie ha trasformato in un giocattolo. Inizialmente pensa di essere solamente spazzatura ma poi durante un discorso di Woody decide di far parte della vita di Bonnie e starle accanto.
- Ducky e Bunny: Sono due animali di peluche, precisamente una papera gialla e un coniglio blu e verde che fanno parte dei premi di un luna park e desiderano essere amati da qualcuno.
- Gabby Gabby: È l'antagonista principale del film. È una bambola degli anni '50 che vive in un emporio con dei pupazzi da ventriloquo, i Benson. Ha un difetto di fabbrica che l'ha colpita al riproduttore vocale e ha i capelli arancioni raccolti in due fiocchi gialli e indossa un vestito dello stesso colore, proprio perché il suo riproduttore è difettoso vorrebbe avere quello di Woody in cambio della liberazione di Forky. Anche se inizialmente ricopre il ruolo di antagonista perché bramosa di avere un riproduttore per piacere alla bambina Harmony, alla fine, dopo essere stata rifiutata da lei entrerà nel gruppo di Woody e vedendo una bambina dispersa nel luna park deciderà di aiutarla e dopo il ritrovamento dei suoi genitori Gabby Gabby andrà via con lei ed esaudirà il suo sogno, quello di avere una bambina che le voglia bene.
- Duke Caboom: È un giocattolo che rappresenta uno stunt-man canadese. Divenne un giocattolo smarrito in quanto giudicato non funzionante da parte del bambino che lo possedeva. Fece poi la conoscenza di Bo Peep, con la quale strinse un'amicizia. Aiuterà poi Bo e Woody a salvare Forky dalle grinfie di Gabby Gabby.

## Produzione
Nel giugno del 2010 Tom Hanks rivela che Toy Story 4 era in fase di produzione, con un'uscita fissata al 2015, ma la notizia venne smentita successivamente dal regista di Toy Story 3 - La grande fuga, Lee Unkrich che considerava la trilogia di Toy Story ormai conclusa.
Nel 2011 e 2012 nuove voci volevano che un quarto capitolo della saga fosse in fase di realizzazione, ma la notizia venne smentita dalla Disney nel gennaio 2013.
Nel novembre 2014, la Walt Disney Pictures durante una riunione con gli azionisti annuncia insieme alla Pixar Animation Studios che Toy Story 4 si farà e che uscirà il 16 giugno 2017 con John Lasseter alla regia del film e con Rashida Jones e Will McCormack alla sceneggiatura, da una storia originale firmata da John Lasseter, Pete Docter, Andrew Stanton e Lee Unkrich. Il film venne descritto come uno spin-off della saga cinematografica scollegato dalla trilogia che avrebbe visto Woody (Tom Hanks) e Buzz (Tim Allen) alla ricerca della pastorella Bo-Peep scomparsa prima degli eventi del terzo capitolo della saga e venne riconfermato il ritorno di Annie Potts come doppiatrice della pastorella di porcellana.
Nel marzo 2015 Jim Morris della Pixar ha dichiarato che il quarto capitolo della saga sarà una storia d'amore. A marzo venne sempre annunciato da Variety che Josh Cooley, animatore di Inside Out venne nominato come co-regista del film.
Al D23 Expo del luglio 2017, il regista John Lasseter decide di abbandonare la regia della pellicola cedendo il posto a Josh Cooley. Come produttore viene nominato Jonas Rivera che aveva portato alla luce film quali Up e Inside Out. Venne anche annunciato il ritorno dei doppiatori dei vecchi personaggi: Tom Hanks, Tim Allen, Annie Potts, Joan Cusack, Estelle Harris, John Ratzenberger, Blake Clark, Wallace Shawn, Jeff Pidgeon, Bonnie Hunt, Jeff Garlin, Timothy Dalton, Kristen Schaal e Lori Alan.
Nel novembre 2017, Rashida Jones e Will McCormack lasciano il progetto per divergenze produttive con la Pixar e vengono sostituiti dalla sceneggiatrice Stephany Folsom, che rielabora metà della sceneggiatura.
Nel novembre 2018 vengono pubblicati i primi due teaser trailer e confermati tre nuovi doppiatori: Tony Hale, Jordan Peele e Keegan-Michael Key nei panni di nuovi personaggi Forky, Ducky e Bunny. Sempre a novembre 2018 venne annunciato da Tim Allen che Keanu Reeves è entrato nel cast del film, come voce di Duke Caboom.
Il 28 marzo 2019, dopo l'uscita del nuovo trailer internazionale del film, viene annunciato che Madeleine McGraw sostituirà Emily Hanh nel ruolo di Bonnie Anderson e che la voce per Mister Potato, del compianto Don Rickles, sarà presente nel film grazie a dialoghi non utilizzati e registrati nei precedenti film dall'attore.

## Colonna sonora
La colonna sonora del film è stata composta e interpretata, come per i precedenti capitoli della saga, da Randy Newman.
In italiano, invece, le canzoni sono interpretate da Riccardo Cocciante (come nei precedenti capitoli) e dal duo Benji e Fede.

## Promozione
Il primo poster del film è stato mostrato in occasione del D23 Expo 2015 insieme ai primi poster per Cars 3 e Gli Incredibili 2. Durante il CineEurope 2018 sono state mostrate alcune prime immagini del film. Il primo teaser trailer del film, insieme alla prima locandina ufficiale, è stato pubblicato il 12 novembre 2018, seguito poche ore dopo da un secondo filmato promozionale in cui sono stati introdotti i personaggi di Ducky e Bunny.
Il 28 gennaio 2019 vengono pubblicati un nuovo poster promozionale e un breve filmato nei quali viene confermata la presenza di Bo Peep nel film. Il 4 febbraio, in occasione della 53ª edizione del Super Bowl, viene pubblicato un nuovo teaser trailer del film.
Il primo trailer del film è stato distribuito il 19 marzo 2019. Il secondo trailer promozionale è stato pubblicato il 27 marzo in lingua originale e l'8 aprile doppiato in italiano.

## Distribuzione
Il film sarebbe inizialmente dovuto essere distribuito nei cinema il 16 giugno 2017, ma è stato posticipato al 15 giugno 2018 in favore dell'uscita di Cars 3. La data d'uscita del film è stata poi spostata nuovamente al 21 giugno 2019, per lasciare spazio nel 2018 a Gli Incredibili 2, che si trovava a uno stato più avanzato della produzione, mentre in Italia il film è uscito il 26 giugno 2019. Il film è stato distribuito anche in formato IMAX.
Il film è poi tornato nei cinema italiani dal 19 al 26 settembre 2019.
Toy Story 4 è stato uno dei primi nuovi film ad essere distribuito sul servizio di streaming Disney+, insieme a Frozen II - Il segreto di Arendelle, Captain Marvel, Aladdin, Star Wars - L'ascesa di Skywalker e Il re leone.

### Edizione italiana
L'edizione italiana del film è stata curata dalla Disney Character Voices International con la supervisione di Lavinia Fenu, con la direzione del doppiaggio da parte di Massimiliano Manfredi e l'adattamento dei dialoghi da parte di Roberto Morville, entrambi assistiti da Maria Grazia Napolitano.  Il doppiaggio italiano e la sonorizzazione della pellicola, invece, sono stati eseguiti dalla Dubbing Brothers Int. Italia. L'adattamento delle canzoni e la direzione musicale sono stati affidati, rispettivamente, a Lorena Brancucci, Virginia Tatoli e ad Ermavilo.
Nella versione italiana, rispetto ai precedenti capitoli, sono stati sostituiti alcuni doppiatori:
- Fabrizio Frizzi, voce di Woody, deceduto nel 2018, viene sostituito da Angelo Maggi. Nei titoli di coda è stata aggiunta in sua memoria una schermata con la scritta "Grazie Fabrizio";
- Piero Tiberi, voce di Slinky, deceduto nel 2013, viene sostituito da Saverio Moriones;
- Michele Kalamera, voce di Mr. Pricklepants, viene sostituito da Luciano De Ambrosis.

## Accoglienza

### Incassi
Toy Story 4 ha incassato 434 milioni di dollari in Nord America e 639 milioni di dollari nel resto del mondo, per un incasso complessivo di 1,073 miliardi di dollari a fronte di un budget di produzione di 200 milioni di dollari.

### Critica
Il film è stato accolto positivamente dalla critica. Sull'aggregatore di recensioni Rotten Tomatoes il film ottiene il 97% delle recensioni professionali positive, con un voto medio di 8,4 su 10 basato su 384 recensioni e il sito che recita:«Commovente, divertente e meravigliosamente animato, Toy Story 4 riesce nell'improbabile impresa di estendere - e forse concludere - una saga animata praticamente perfetta». Su Metacritic ha un punteggio professionale di 84 su 100 basato su 57 recensioni, indicando "il plauso universale".

## Riconoscimenti
- 2020 - Premio Oscar[26][27]
  - Miglior film d'animazione
  - Nomination Migliore canzone (I Can't Let You Throw Yourself Away) a Randy Newman
- 2020 - Golden Globe[28]
  - Nomination Miglior film d'animazione
- 2020 - Premio BAFTA[29]
  - Nomination Miglior film d'animazione
- 2019 - Premio BAFTA
  - Nomination Miglior film (Premio dei Bambini) a Josh Cooley, Jonas Rivera e Mark Nielsen
- 2019 - Saturn Award
  - Miglior film fantasy
  - Nomination Miglior film d'animazione
- 2020 - Critics' Choice Awards[30]
  - Miglior film d'animazione
- 2019 - Chicago Film Critics Association Awards[31]
  - Miglior film d'animazione
- 2019 - Dallas-Fort Worth Film Critics Association Award
  - Miglior film d'animazione
- 2020 - Grammy Award
  - Nomination Miglior canzone (The Ballad of the Lonesome Cowboy) a Randy Newman
- 2020 - Nickelodeon Kids' Choice Awards
  - Nomination Miglior film d'animazione
  - Nomination Miglior doppiatore a Tom Hanks
- 2019 - Los Angeles Film Critics Association Awards
  - Nomination Miglior film d'animazione
- 2019 - Razzie Awards
  - Nomination Razzie Redeemer Award a Keanu Reeves
- 2019 - San Diego Film Critics Society Awards[32]
  - Nomination Miglior film d'animazione
- 2019 - Satellite Award
  - Nomination Miglior film d'animazione o a tecnica mista
  - Nomination Miglior canzone originale (The Ballad of the Lonesome Cowboy)
- 2020 - Annie Award
  - Nomination Miglior film d'animazione
  - Nomination Miglior doppiaggio a Tony Hale
  - Nomination Miglior sceneggiatura a Andrew Stanton e Stephany Folsom
  - Nomination Migliori effetti animati a Alexis Angelidis, Amit Baadkar, Greg Gladstone, Kylie Wijsmuller e Matthew Kiyoshi Wong
  - Nomination Miglior colonna sonora a Randy Newman
  - Nomination Miglior montaggio a Axel Geddes, Torbin Xan Bullock e Greg Snyder
- 2019 - Boston Society of Film Critics Award
  - Nomination Miglior film d'animazione
- 2019 - Hollywood Film Award
  - Miglior film d'animazione a Josh Cooley, Jonas Rivera e Mark Nielsen
- 2020 - Golden Reel Award
  - Miglior montaggio sonoro (Effetti sonori)
- 2019 - E! People's Choice Awards
  - Nomination Miglior film
  - Nomination Miglior film per la famiglia
  - Nomination Miglior star in un film d'animazione a Tom Hanks
- 2019 - St. Louis Film Critics Association
  - Miglior film d'animazione
- 2019 - Teen Choice Awards
  - Nomination Miglior film dell'estate
- 2020 - Alliance of Women Film Journalists
  - Miglior personaggio femminile animato (Bo Peep) a Annie Potts
  - Nomination Miglior film d'animazione
- 2020 - Eddie Award
  - Miglior montaggio per un film d'animazione a Axel Geddes
- 2020 - Black Reel Awards
  - Nomination Miglior doppiaggio a Keegan-Michael Key
  - Nomination Miglior doppiaggio a Jordan Peele
- 2019 - Boston Online Film Critics Association
  - Miglior film d'animazione
- 2020 - Artios Award
  - Miglior casting per un film d'animazione a Kevin Reher e Natalie Lyon
- 2020 - Denver Film Critics Society
  - Miglior film d'animazione
  - Nomination Miglior canzone originale (I Can't Let You Throw Yourself Away) a Randy Newman
- 2019 - Florida Film Critics Circle Awards
  - Nomination Miglior film d'animazione
- 2020 - Georgia Film Critics Association
  - Miglior film d'animazione
- 2019 - Golden Trailer Awards
  - Miglior film d'animazione/per la famiglia
  - Nomination Miglior spot TV d'animazione/per la famiglia
- 2020 - Houston Film Critics Society
  - Miglior film d'animazione
- 2020 - Humanitas Prize
  - Nomination Miglior film per la famiglia
- 2019 - Festival del doppiaggio Voci nell'Ombra
  - Miglior voce maschile in un prodotto di animazione a Angelo Maggi
  - Nomination Miglior voce femminile in un prodotto di animazione a Ilaria Stagni
- 2020 - Iowa Film Critics
  - Miglior film d'animazione
  - Miglior canzone (I Can't Let You Throw Yourself Away) a Randy Newman
- 2020 - Online Film Critics Society Awards
  - Miglior film d'animatzione
- 2020 - PGA Award
  - Miglior produttore per un film d'animazione a Mark Nielsen e Jonas Rivera
- 2019 - Phoenix Film Critics Society Awards
  - Miglior film d'animazione
- 2019 - Southeastern Film Critics Association Awards
  - Miglior film d'animazione
- 2019 - Toronto Film Critics Association
  - Nomination Miglior film d'animazione
- 2019 - Utah Film Critics Association
  - Nomination Miglior film d'animazione
- 2020 - Visual Effects Society
  - Miglior ambiente creato (Il negozio di antiquariato) a Hosuk Chang, Andrew Finley, Alison Leaf e Philip Shoebottom
  - Nomination Migliori effetti visivi a Josh Cooley, Mark Nielsen, Robert Moyer e Gary Bruins
  - Nomination Miglior personaggio animato (Bo Peep) a Radford Hurn, Tanja Krampfert, George Nguyen e Becki Tower
  - Nomination Miglior fotografia virtuale a Jean-Claude Kalache e Patrick Lin
  - Nomination Miglior simulazione d'effetti a Alexis Angelidis, Amit Baadkar, Lyon Liew e Michael Lorenzen
- 2019 - Washington D.C. Area Film Critics Association Awards
  - Miglior film d'animazione
  - Miglior doppiaggio a Tony Hale
  - Nomination Miglior doppiaggio a Tom Hanks
  - Nomination Miglior doppiaggio a Annie Potts
- 2019 - Women Film Critics Circle Awards
  - Nomination Miglior figura animata femminile (Bo Peep)
- 2020 - Cinema Audio Society
  - Miglior montaggio sonoro in un film d'animazione
- 2020 - Art Directors Guild
  - Miglior scenografia per un film d'animazione
- 2019 - Atlanta Film Critics Circle
  - Miglior film d'animazione
- 2020 - Austin Film Critics Association
  - Nomination Miglior film d'animazione
- 2020 - Awards Circuit Community Awards
  - Miglior film d'animazione a Josh Cooley, Mark Nielsen e Jonas Rivera
  - Nomination Miglior canzone originale (I Can't Let You Throw Yourself Away) a Randy Newman
- 2020 - Chicago Indie Critics Awards
  - Nomination Miglior film d'animazione a Mark Nielsen e Jonas Rivera
- 2020 - Columbus Film Critics Association
  - Miglior film d'animazione
- 2019 - Detroit Film Critics Society Awards
  - Miglior film d'animazione
- 2019 - DiscussingFilm Critics Awards
  - Miglior film d'animazione
- 2020 - Gold Derby Awards
  - Miglior film d'animazione a Josh Cooley, Mark Nielsen e Jonas Rivera
- 2019 - Golden Schmoes Awards'
  - Miglior film d'animazione
  - Nomination Scena più memorabile (il finale)
- 2019 - Greater Western New York Film Critics Association Awards
  - Miglior film d'animazione
- 2020 - Hawaii Film Critics Society
  - Miglior film d'animazione
- 2020 - Hollywood Critics Association
  - Miglior film d'animazione
  - Nomination Migliori effetti visivi or performance d'animazione a Tom Hanks
- 2019 - Hollywood Critics Association Midseason Awards
  - Miglior sceneggiatura non originale a Andrew Stanton e Stephany Folsom
  - Nomination Miglior film
  - Nomination Miglior regista maschile a Josh Cooley
  - Nomination Miglior attore non protagonista a Keanu Reeves
- 2020 - Huading Awards
  - Miglior film d'animazione
- 2019 - IGN Summer Movie Awards
  - Miglior film d'animazione
  - Premio del pubblico al miglior film d'animazione
- 2020 - International Cinephile Society Awards
  - Nomination Miglior film d'animazione a Josh Cooley
- 2020 - International Online Cinema Awards
  - Nomination Miglior film d'animazione a Josh Cooley
- 2019 - International Online Cinema Awards
  - Miglior film d'animazione a Josh Cooley
  - Nomination Miglior sceneggiatura non originale a Andrew Stanton e Stephany Folsom
- 2019 - Kansas City Film Critics Circle Awards
  - Miglior film d'animazione
- 2020 - Latino Entertainment Journalists Association Film Awards
  - Miglior film d'animazione a Jonas Rivera
  - Nomination Miglior voce o performance a Tony Hale
  - Nomination Miglior voce o performance a Tom Hanks
- 2020 - MovieGuide Awards
  - Nomination Miglior film per la famiglia a Josh Cooley
- 2020 - Music City Film Critics' Association Awards
  - Miglior film d'animazione
  - Nomination Miglior canzone (I Can't Let You Throw Yourself Away) a Randy Newman
- 2019 - National Film and Television Awards
  - Miglior film d'animazione
  - Nomination Miglior performance in un film d'animazione a Tom Hanks
  - Nomination Miglior performance in un film d'animazione a Tim Allen
- 2019 - Nevada Film Critics Society
  - Miglior film d'animazione
- 2019 - New Mexico Film Critics
  - Nomination Miglior film d'animazione
  - Nomination Miglior canzone originale a Randy Newman
- 2020 - North Carolina Film Critics Association
  - Miglior film d'animatzione
- 2020 - North Dakota Film Society
  - Nomination Miglior film d'animazione a Josh Cooley
  - Nomination Miglior canzone originale a Randy Newman
- 2019 - North Texas Film Critics Association
  - Miglior film d'animazione
- 2019 - Odyssey Awards
  - Nomination Miglior film d'animazione
- 2019 - Oklahoma Film Critics Circle Awards
  - Miglior film d'animazione
- 2019 - Online Association of Female Film Critics
  - Miglior film d'animazione
- 2020 - Online Film & Television Association
  - Miglior film d'animazione a Josh Cooley, Jonas Rivera e Mark Nielsen
  - Miglior performance fuoricampo a Tom Hanks
  - Nomination Miglior performance a Tony Hale
- 2019 - Philadelphia Film Critics Circle Awards
  - Miglior film d'animazione
- 2019 - Phoenix Critics Circle
  - Miglior film d'animazione
- 2019 - San Francisco Bay Area Film Critics Circle
  - Nomination Miglior film d'animazione
- 2020 - Seattle Film Critics Society
  - Miglior film d'animazione a Josh Cooley

## Sequel
Ad aprile 2019, con l'annuncio della piattaforma di streaming Disney+, vengono annunciate due produzioni originali della piattaforma collegate alla saga dei giocattoli: I perché di Forky (una serie animata sequel di questo film, costituita da 10 cortometraggi con protagonisti Forky e i giocattoli rimasti con Bonnie) e Vita da lampada (un cortometraggio midquel tra il secondo e il quarto capitolo, che mostra cosa ha fatto Bo Peep dopo essere stata regalata e prima di re-incontrare Woody). A gennaio 2021 viene rilasciata sulla piattaforma una serie originale di brevi cortometraggi Pixar, Pixar Popcorn, all'interno della quale sono presenti 3 corti-sequel del film (due con dialoghi e con protagonisti Ducky e Bunny e uno senza dialoghi con protagonisti i giocattoli di Bonnie). Il 9 febbraio 2023 viene annunciata ufficialmente da Bob Iger la produzione di Toy Story 5, in uscita nel 2026.